# Zofia Sokolewicz

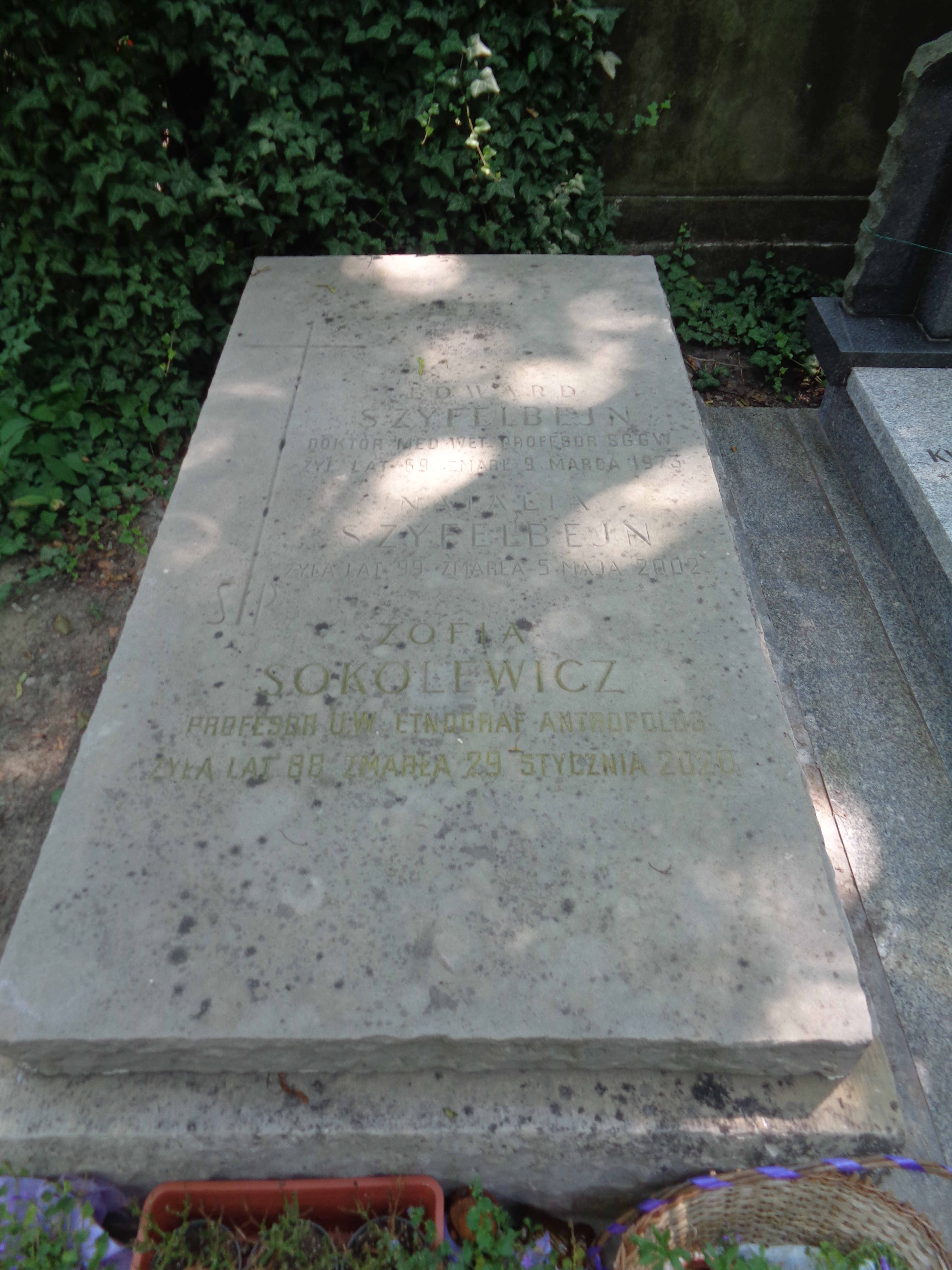
Nagrobek Zofii Sokolewicz na Cmentarzu Powązkowskim

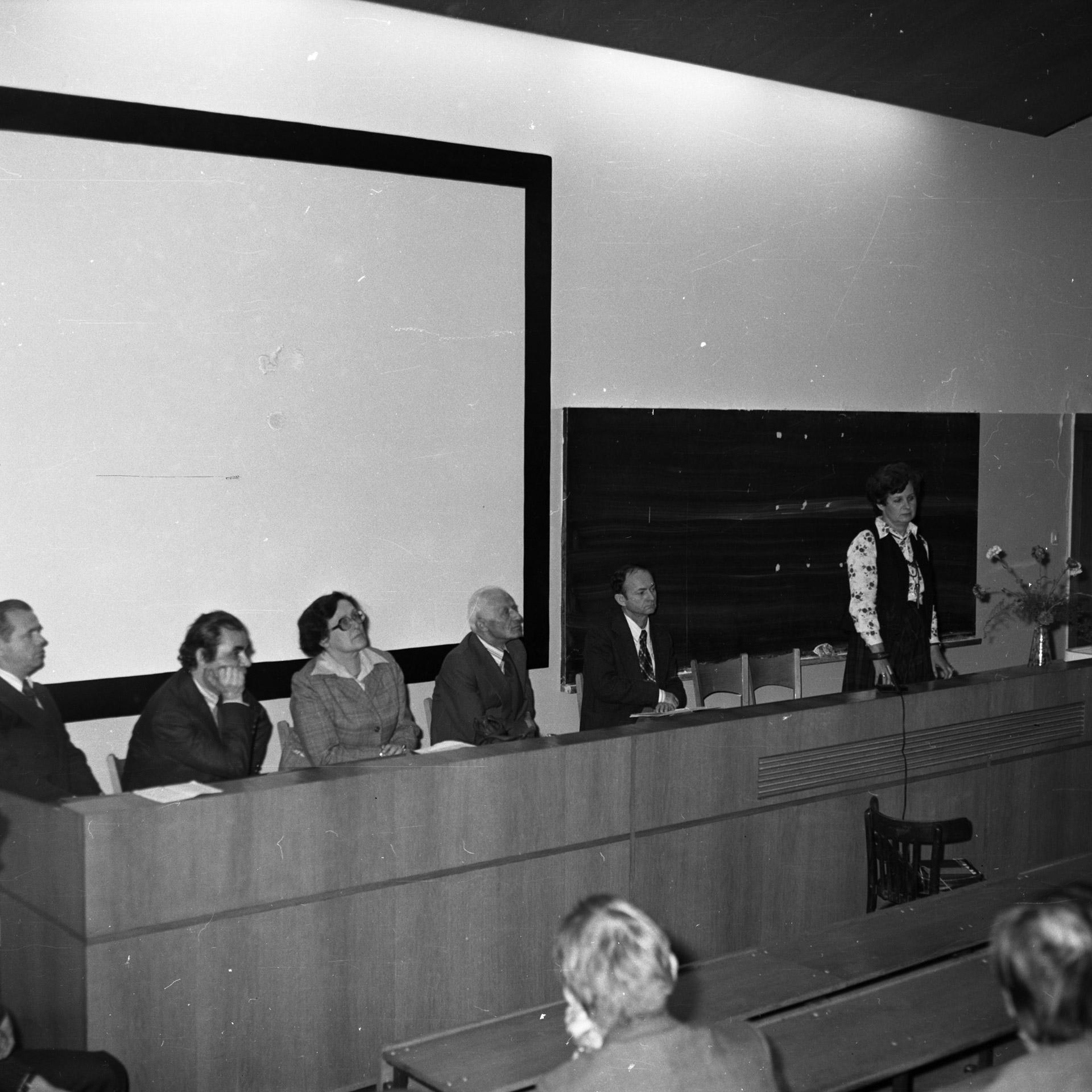
Konferencja naukowa nt. „Funkcje społeczne etnologii”. Referuje prof. dr Z. Sokolewicz. 12.11.1977, Poznań.

Zofia Sokolewicz (ur. 2 stycznia 1932 w Warszawie, zm. 29 stycznia 2020 tamże) – polska etnografka. Profesor doktor habilitowana. Profesor zwyczajna Uniwersytetu Warszawskiego, profesor emerita UW. Była krajową członkinią korespondentką Polskiej Akademii Umiejętności.

## Życiorys
Zofia Sokolewicz ukończyła etnografię na Uniwersytecie Jagiellońskim, od połowy lat 50. XX wieku pracowała na Uniwersytecie Warszawskim. Obroniła pracę doktorską na UW na temat: Rozwój technologii rolniczej a struktura społeczna. Organizacja procesu wytwarzania. Rozprawa habilitacyjna na podstawie książki pt. Plon, obrzęd i widowisko w 1968 roku.
Przez wiele lat kierowała Katedrą Etnografii i Antropologii Kulturowej Uniwersytetu Warszawskiego (1973–1999). Była współorganizatorką i dyrektorem Centrum Europejskiego UW (1992–1996), do 2020 była też wykładowczynią (emerytowaną) w Instytucie Etnologii i Antropologii Kulturowej oraz Centrum Europejskim UW. Prowadziła wykłady gościnne na Uniwersytecie w Lund, Belgradzie i Sofii, była stypendystką Fundacji Forda w London School of Economics and Political Science oraz École pratique des hautes études. Była Jean Monnet Lecturer w zakresie polityki kulturalnej Unii Europejskiej i Rady Europy (1996–2003).
Interesowała się antropologią kultury, antropologią ekonomiczną i teorią kultury, a od 1986 roku – europeistyką i integracją europejską. Prowadziła badania terenowe na Kurpiach i Podlasiu, w Mongolii, Macedonii, Bułgarii i Bretanii.
Wypromowała 165 magistrów, była promotorką 12 doktoratów. W latach 70. była autorką pomysłu tzw. laboratoriów etnologicznych, polegających na tym, że asystent przeprowadza studentów przez kolejne etapy procesu badawczego, zaczynając od postawienia pytania przez jego uzasadnienie, zapoznanie się ze stanem badań, przeprowadzeniem kwerendy bibliotecznej i archiwalnej, badań terenowych
i napisaniem końcowego raportu. Ta forma nauczania stała się specjalnością warszawskiej etnologii.
Pochowana na cmentarzu Powązkowskim (kwatera 252, rząd 2, nr grobu: 11).

## Nagrody i odznaczenia
- Nagrody Ministra Edukacji Narodowej, Kultury i Dziedzictwa Narodowego i Polskiej Akademii Nauk (IHKM PAN i I Wydział)
- Krzyż Oficerski Orderu Odrodzenia Polski (2001)
- Krzyż Kawalerski Orderu Odrodzenia Polski
- Złoty Krzyż Zasługi (1975)[7].

## Ważniejsze książki i publikacje
- Plon, obrzęd i widowisko. Próba etnologicznego ujęcia obrzędów i zwyczajów rolniczych, Ossolineum 1967 (dotycząca folkloryzmu w Bretanii)
- Mitologia czarnej Afryki, Wydawnictwa Artystyczne i Filmowe, Warszawa 1986.
- Wstęp do etnografii Afryki, PWN (1968); skrypt, pierwszy polski podręcznik dotyczący etnografii Afryki
- Wprowadzenie do etnologii, Państwowe Wydawnictwo Naukowe, Warszawa 1974.
- Pługi (Polski Atlas Etnograficzny, 1968, 1993),
- Staatsburgerschaft und Nationalitat – ein polnisches, mitteleuropaisches oder europaisches dilemme?, [w:] Nation, Ethnizität und Staat in Mitteleuropa, Altermatt Urs Hg., Bőhlau Verlag, Wien-Koln-Weimar 1996.
- Wojna, konflikt i kategorie antropologiczne, [w:] Konflikty etniczne. Źródła – typy – sposoby rozstrzygania, Kabzińska Iwona, Szynkiewicz Sławoj (red.), str. 75–84, Instytut Archeologii i Etnologii PAN, 1996.
- Prawa człowieka, prawa kulturalne a prawo do różnicy, „BIULETYN BIURA INFORMACJI RADY EUROPY” Nr 1,1999, str. 39–43.
- Suwerenność, narodowość, wielokulturowość, [w:] Suwerenność i integracja europejska. Materiały pokonferencyjne, Czapliński W., Lipowicz I., Skoczny T., Wyrzykowski M. (red.), str. 297–309, Wydawnictwo Centrum Europejskiego UW,1999.
- Co dalej z tożsamością europejską? Uwagi na marginesie polityki kulturalnej Wspólnoty Europejskiej i Rady Europy, [w:] Czas zmiany, czas trwania; Kowalska Jolanta, Szynkiewicz Sławoj, Tomicki Ryszard (red.), str. 323–333, Wydawnictwo Instytutu Archeologii i Etnologii PAN, 2003.

Łącznie jest autorką 2 książek, 5 podręczników szkolnych i akademickich, współredaktorką 2 tomów zbiorowych oraz 60 artykułów naukowych.

## Członkostwo w organizacjach
- Fellow – Royal Anthropological Institute,
- członkini Polish European Community Studies Association,
- członkini European Association of Social Anthropologists,
- członkini zespołu redakcyjnego Ethnologia Europaea i Kultury Współczesnej, Yearbook of European Studies, Kultury i Społeczeństwa,
- kierowniczka programu Ministerstwa Nauki nr III/33 Podstawy Kultury Europejskiej w latach 1985–2000.
- członkini – korespondent PAU i Towarzystwa Naukowego Warszawskiego.
- współzałożycielka i wieloletni członek Komitetu Nauk Etnologicznych Polskiej Akademii Nauk.